# Route A25 (Grande-Bretagne)
Pour les articles homonymes, voir A25.

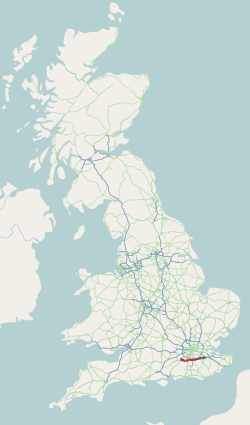
Route A25 sur une carte du Royaume-Uni.

La route britannique A25 est une voie de communication menant de Sevenoaks à Guildford.

Panneau.